# Adolf Paul
Adolf Paul (6 de enero de 1863 – 30 de septiembre de 1943) fue un novelista y dramaturgo sueco. Vivió la mayor parte de su vida adulta en Berlín, Alemania, donde mantuvo amistad con el escritor sueco August Strindberg, el compositor finlandés Jean Sibelius, el pintor noruego Edvard Munch y el artista finlandés Akseli Gallen-Kallela.

## Biografía

### Inicios
Su nombre completo era Adolf Georg Wiedersheim-Paul, y nació en Brommö, una isla en el Lago Vänern, en Suecia. En ese momento su apellido era Wiedesheim-Paul, estando vinculada la familia con un oficial prusiano llamado Ludwig von Wiedesheim, nacido en Anhalt-Kothen, Alemania, y un conde italiano, Fernando Pollini (Pollini pasó a ser Paul en alemán). Cuando Paul tenía nueve años de edad, la familia se mudó a Jokioinen, en Finlandia, y añadieron una "r" al apellido, pasando a ser Wiedersheim. Paul, dos hermanas y siete hermanos, se criaron en una gran finca gestionada por su padre.
Su padre quería que él fuera agricultor, por lo que estudió agricultura en el Centro de Agricultura Mustiala, en Tammela. Pasados tres años de formación, su padre le dio la dirección de una granja en Ruissalo, en las cercanías de Turku. 
Aburrido pronto de la vida agrícola, Paul decidió hacerse artista. En 1886 empezó estudios de música en Helsinki, y en ese período se hizo socialista y se despojó del apellido Wiedersheim. Estudiando en la Academia Sibelius de Helsinki, entabló amistad con el compositor finlandés Jean Sibelius. Ambos se formaron con el famoso compositor y pianista italiano Ferruccio Busoni, que les llevó a Alemania en 1889.
Cuando Paul llegó a Berlín, la ciudad era un centro cultural que atraía a artistas de toda Europa. Al estar más al norte que París, el otro foco cultural de la de la época, muchos artistas escandinavos viajaban a Berlín. Paul se unió a la comunidad artística escandinava, donde además de Sibelius contaba entre sus amigos al pintor noruego Edvard Munch, el escritor sueco August Strindberg y el artista Albert Engström.
Paul aparece en una de las pinturas de Edvard Munch, El Vampiro. También fue retratado por el artista finlandés Akseli Gallen-Kallela en su cuadro El Simposio.

### Prohibición de sus primeras novelas
Colaborando con Sibelius, Paul descubrió que era mejor escribiendo teatro y novelas que componiendo música y, tras un concierto en Helsinki en 1891, se centró en la literatura. Ese año publicó su primera novela, En bok om en menniska, la cual fue editada por Bonniers en Estocolmo. En 1892 publicó una colección de relatos titulada El Destripador, un título inspirado por el asesino londinense Jack el Destripador. Albert Bonnier consideraba el libro demasiado indecente, y se negó a publicarlo junto a otros libros posteriores de Paul que trataban sobre violencia y sexualidad. Sin embargo, el libro fue editado por Grönlund en Turku, Finlandia, pero hubo controversias y la crítica consideró parte de su contenido obsceno. 
En 1893, Paul publicó Herr Ludvigs, libro que se considera basado en las desgracias de su padre como hombre de negocios. Wiedersheim-Paul había fallecido en 1892 tras perder la mayor parte de sus bienes. El libro contiene interesantes descripciones de Helsinki.
Muchas de las primeras novelas de Paul retaban a la moralidad del momento. Su libro En bok om en menniska era autobiográfico, y describía a un hombre que luchaba por definir su identidad. El personaje principal se oponía de modo apasionado a las normas sociales, desdeñaba la burguesía, y tenía un sentido de superioridad espiritual. Rompiendo con las normas y haciéndose artista, se enfrentaba a una crisis de identidad que le producía una crisis mental. Este libro fue el primero de una serie de tres títulos, y fue dedicado a Sibelius, que también aparece en la narración, aunque con el nombre de Sillen.
La segunda novela de la serie En bok om en människa, titulada Med det falska och det ärliga ögat, se publicó en 1895, y estaba dedicada al pianista profesor de Paul, Ferruccio Busoni. El libro trataba principalmente sobre el amor libre y el conflicto entre el instinto carnal y el ntelecto, con personajes basados en las amistades de Paul en Berlín. Una de sus inspiraciones fue Edvard Munch y su arte.
Varias de las novelas de Paul fueron consideradas obscenas a causa de su contenido violento o sexual. En El Destripador, uno de los relatos era un imaginario diario de Jack el Destripador con detalles gráficos. Otro cuento, Oidipus i Norden, estaba inspirado por un asesinato ocurrido en 1889 en el sur de Suecia, cuando una madre y su hijo tuvieron una relación incestuosa que desembocó en la muerte de la esposa del hijo. El Destripador no fue su única obra prohibida por obscena. Tras publicarse Die Madonna mit dem Rosenbush en 1904, la editorial fue demandada. El personaje principal de la novela es un artista que lleva a cabo una obra diferente a la solicitada por su cliente, el cual se enfirece. Ambientada en Lübeck en el siglo XVI, describe conflictos entre Católicos y Luteranos, y contiene y contiene algunos pasajes depravados. Fue traducida al sueco.
Axel Gallén-Kallela, el artista amigo de Paul creó la cubierta de una de sus novelas, Ein gefallener profet (1895). Esta novela fue bien recibida, así como las primeras obras teatrales del escritor. En el estreno en Helsinki de la pieza histórica Kung Kristian II en 1898, Paul recibió grandes ovaciones, y fue coronado con una guirnalda de laurel que guardó el resto de su vida. Los ingresos obtenidos por sus libros y por sus piezas teatrales le aseguraron un bienestar económico durante los siguientes 25 años.

### Una carta de Strindberg
En Suecia, Paul fue eclipsado por August Strindberg, amigo al que admiraba, y cuyo trabajo influyó en las primeras novelas de Paul. Cuando Strindberg se mudó a Berlín en 1892 tras divorciarse de Siri von Essen, Paul lo presentó a otros artistas, y le llevó a la taberna Zum schwarzen Ferkel, donde se reunía la comunidad artística. En 1893 Strindberg acababa de casarse con Frida Uhl, una periodista austriaca. La pareja pasó su luna de miel en Inglaterra, donde el calor hizo que Strindberg estuviera a disgusto. Viajaron después a Alemania, planeando visitar a Paul. Strindberg, que estaba sin dinero, escribió una carta a Paul el 20 de junio. En la misma se quejaba de la falta de dinero, de ira y de alteraciones nerviosas. En la última frase hablaba de pegarse un tiro.

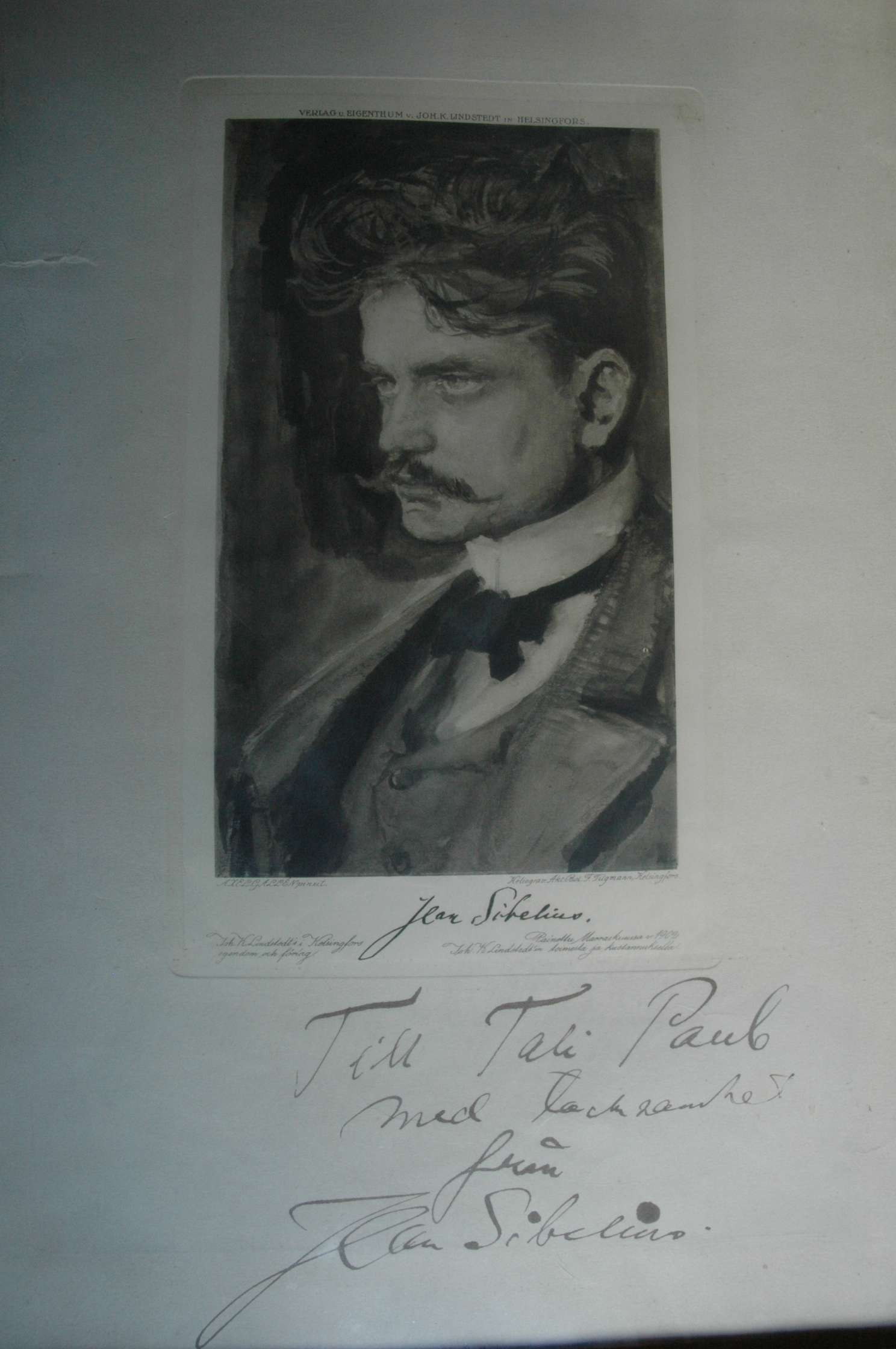
Retrato de Sibelius por Axel Gallen-Kallela, con dedicación de Sibelius a Natalie Paul (esposa de Adolf Paul)

En 1894 Paul contribuyó a un libro que homenajeaba a Strindberg, y en el cual ensalzaba el punto de vista de Strindberg sobre la batalla entre géneros. A mediados de los años 1890, Strindberg se había separado de Frida Uhl, con la cual había tenido una hija. Sufría una paranoia severa y, según algunas fuentes, acusaba a Paul de haberse inspirado en él para describir a personajes poco compresivos en dos de sus libros. Otras fuentes dicen que tanto Strindberg como Paul tenían en sus obras personajes miserables inspirados en el otro escritor.
En oposición a la variable relación con Strindberg, Paul fue amigo de Sibelius durante toda su vida, y colaboró con él en varias ocasiones. En 1898 Sibelius compuso música para la obra de Paul Kung Kristian II, y en 1911 para la marcha nupcial de Die Sprache der Vögel. Paul también escribió letra para el trabajo de Sibelius Korsspindeln. Las obras teatrales Kung Kristian II y Karin Månsdotter fueron representadas en la Ópera Real de Estocolmo en 1898. 
A finales de los años 1890, el círculo bohemio de amistades artistas de Paul se disolvió, y el escritor se asentó y empezó la vida en familia. Tras mudarse a Berlín, Paul se adaptó a la vida en Alemania, y escribía en alemán, obteniendo un mayor público del que conseguiría escribiendo en sueco. Al haberse criado en Finlandia, no tenía buenos contactos con Estocolmo, lo cual pudo entorpecer el desarrollo de su carrera. Sin embargo, su obra fue publicada por grandes editoriales de Suecia, Finlandia y Alemania, entre ellas Bonniers, Wahlström & Wistrand, Åhlen & Åkerlund, Grönlunds, Lűbke & Hartmann, Breitkopf & Härtel y Schuster & Löffler.
Paul siguió trabajando, con una carrera con altibajos al paso de los años. Una de sus novelas más conocidas fue el superventas de 1915 Die Tänzerin Barberina, cuyo personaje principal está basado en la dramática vida de la bailarina italiana Barbara Campanini (1721 - 1799), que fue llevada a Berlín por Federico II el Grande de Prusia, llegando a ser su mante y una muy bien remunerada componente de la recién inaugurada Ópera de Berlín. 
La crítica consideró como uno de los mayores logros literarios de Paul los retratos psicológicos de Voltaire en Ormen i paradiset, y de Napoleón en S:t Helena.
Entre 1914 y 1919, Paul trabajó como guionista cinematográfico, escribiendo el guion de unas 14 películas, entre ellas Die Teufelskirche. En 1919 escribió una adaptación de Die Tänzerin Barberina, que protagonizó la tercera esposa de Strindberg, Harriet Bosse.
El 75 cumpleaños de Paul en 1937 se celebró con la publicación de Das Lebenswerk Adolf Pauls, libro que contenía su producción literaria, tanto editada y como sin editar. Además de sus obras dramáticas, y de los guiones cinematográficos, escribió un total de unas 20 novelas. En 1937 el Rey de Suecia, Gustavo V de Suecia, le concedió el ingreso en la Orden de Vasa.

### Matrimonio

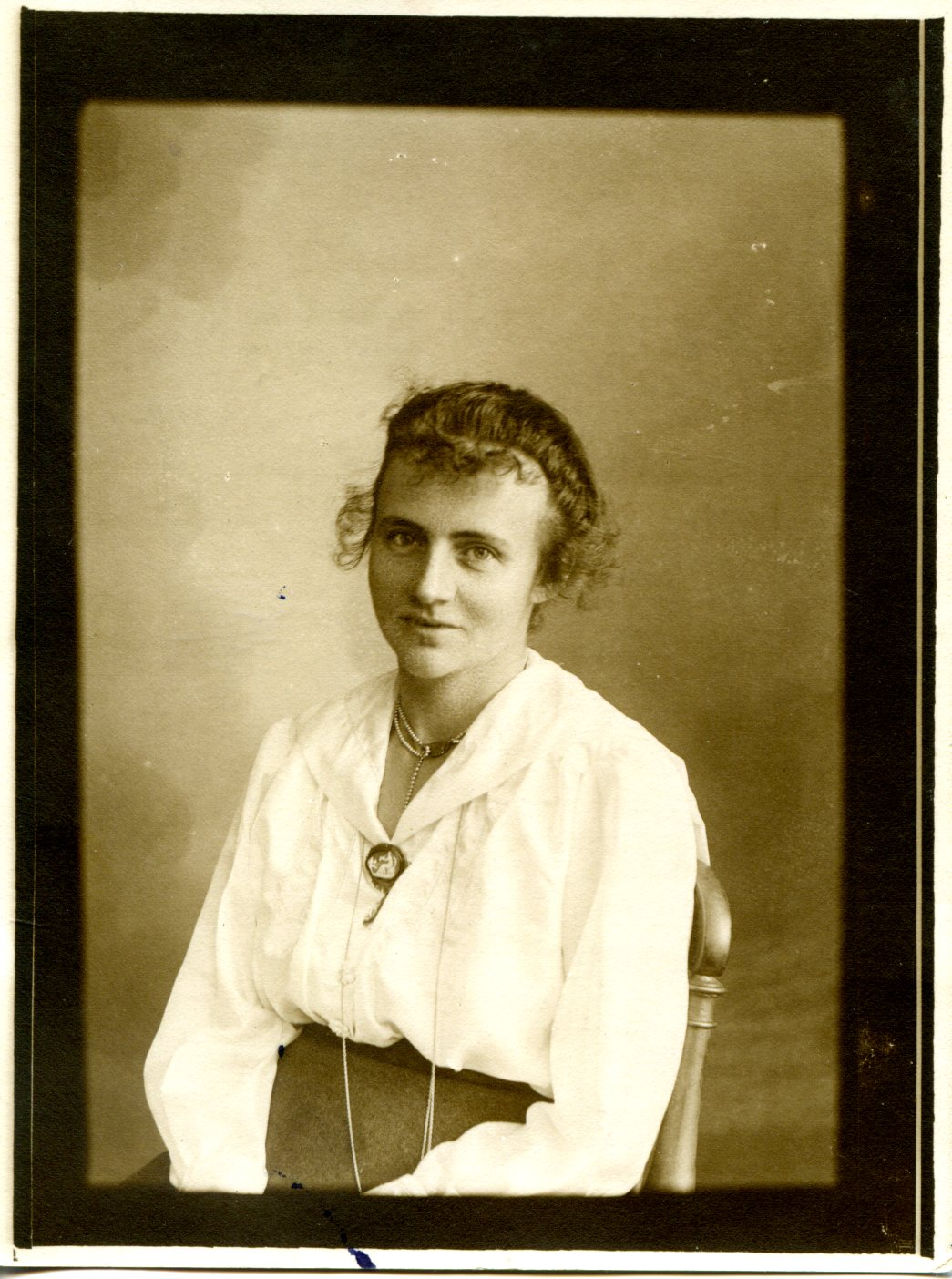
Natalie Brehmer a finales de los años 1890

Aunque nunca volvió a vivir a Escandinavia, Paul no abandonó la ciudadanía sueca. El 18 de agosto de 1897 se casó con Natalie Brehmer. Ella tenía 18 años, y él 34. Ella pertenecía a una familia de senadores, juristas y alcaldes. Su padre era un rico comerciante de Lübeck. Inteligente y aficionada al arte, Natalie fue la musa de su marido, y muchos de los amigos de Paul le dedicaron sus obras artísticas. El matrimonio tuvo cinco hijos, dos gemelas y tres niños. El hijo mayor murió pronto a causa de un accidente infantil.
Sus hijos fueron ciudadanos suecos con el fin de evitar el reclutamiento en el ejército del Kaiser Guillermo II de Alemania. En 1931, cuando Alemania se enfrentó a un enorme desempleo, la ciudadanía sueca facilitó que los hijos menores pudieran viajar a Suecia en busca de trabajo. 
Adolf Paul falleció el 30 de septiembre de 1943 en Berlín, Alemania. Su viuda y dos hijos se mudaron a Suecia, donde permanecieron el resto de sus vidas.